# کوتارو میزوماچی
کوتارو میزوماچی (انگلیسی: Kotaro Mizumachi؛ زادهٔ ۱۳ مارس ۱۹۹۵) بازیکن هندبال اهل ژاپن است.